# لپورانو
لپورانو (به ایتالیایی: Leporano) یک کومونه در ایتالیا است که در استان تارانتو واقع شده‌است.

## خصوصیات
لپورانو ۱۵ کیلومترمربع مساحت و ۸٬۰۰۹ نفر جمعیت دارد و ۴۷ متر بالاتر از سطح دریا واقع شده‌است.